# 納西雷丁·穆拉特哈諾維奇·汗
納西雷丁·穆拉特哈諾維奇·汗 (1904 –1970年10月15日) 是一位出生在俄罗斯帝國的巴基斯坦建筑师和土木工程师。他因指導标巴國志性的国家建築——巴基斯坦决议日纪念塔而闻名。 他也是卡扎菲体育场和其他著名建筑和结构的建筑师。